# Faunis indistincta
Faunis indistincta är en fjärilsart som beskrevs av Brooks 1933. Faunis indistincta ingår i släktet Faunis och familjen praktfjärilar. Inga underarter finns listade i Catalogue of Life.